# 族群
族群（英語：Ethnicity，或），又譯民族、民族性、民族集團，是指因拥有相同的祖先、血缘、外貌、歷史、文化、习俗、语言、地域、宗教、生活习惯或国家体验等而形成的群体。为区分我族及他者的分类方式之一。这些区別我者和他者的族群性被称为种族划分，其特质可能包括「客观」及「主观」（如认知和感情的成分）。

## 字源
族群，這個名詞譯自英语，源自於古希腊语（ethnos）的形容詞形態（ethnikos），字面意思為家庭的，或人群的，指具有共同起源祖先、文化和風俗習慣的人群。這個單字成為拉丁语，在中世紀時成為中古英文的單字。在中世紀時，它對應到英语，在中世紀晚期，它對應到英语。族群（ethnos）在19世紀的含义是欧洲人用來指代国內的少數族群乃至非歐洲的移民、種族，1900年后的含义轉變到以文化特徵区分，而最新的看法则认为族群是社会过程后的產生的结果。因此，族群可能因歷史及时空环境，基于歷史、文化、语言、地域、宗教、血缘祖先认同、行为、生物/外貌特征而形成「一群」与其它有所区别的群体。
據中國民族學與人類學學者郝時遠考據，族群的古漢語“民族”有可能在近代傳入日本，然而現代意義的賦予主要是在日譯西書（主要是德人著作）中對應了「Ethnic group（族群）」和「Nation（国族）」等名詞。

## 涵義
族群可以指民族或種族，也可以指具有相同語言、行为取向、地缘、祖籍、文化背景或宗教信仰的群体，属于文化人类学或社会学概念。

## 形成
群族並不是客觀事物，而是由人界定和劃分的，有很大的伸縮性。族群身份有時是自我界定的，為了謀求群體團結、抵抗歧視、爭取政治經濟權益、自我標榜炫耀等等；族群身份有時則是外在決定或「被劃分」的。

## 类型
| 国籍层面   | 中国人、印度人、日本人、德國人、英國人、美国人、韓國人、泰國人、俄羅斯人         |
| 国族层面   | 中华民族、朝鮮民族、日本民族、馬來西亞民族、蘇聯民族、俄羅斯民族                 |
| 族群层面   | 中国朝鲜族、中國俄羅斯族、琉球族、苗族、爪哇族、蒙古族、漢族、德意志族、猶太族、 |
| 次民族层面 | 亞族群、部族、氏族、宗族、烏珠穆沁人、嘉絨人                                     |
| 宗教层面   | 信仰伊斯兰教的群体穆斯林、信仰德鲁兹派的群体                                     |